# Povodeň ve Vojvodině (1965)

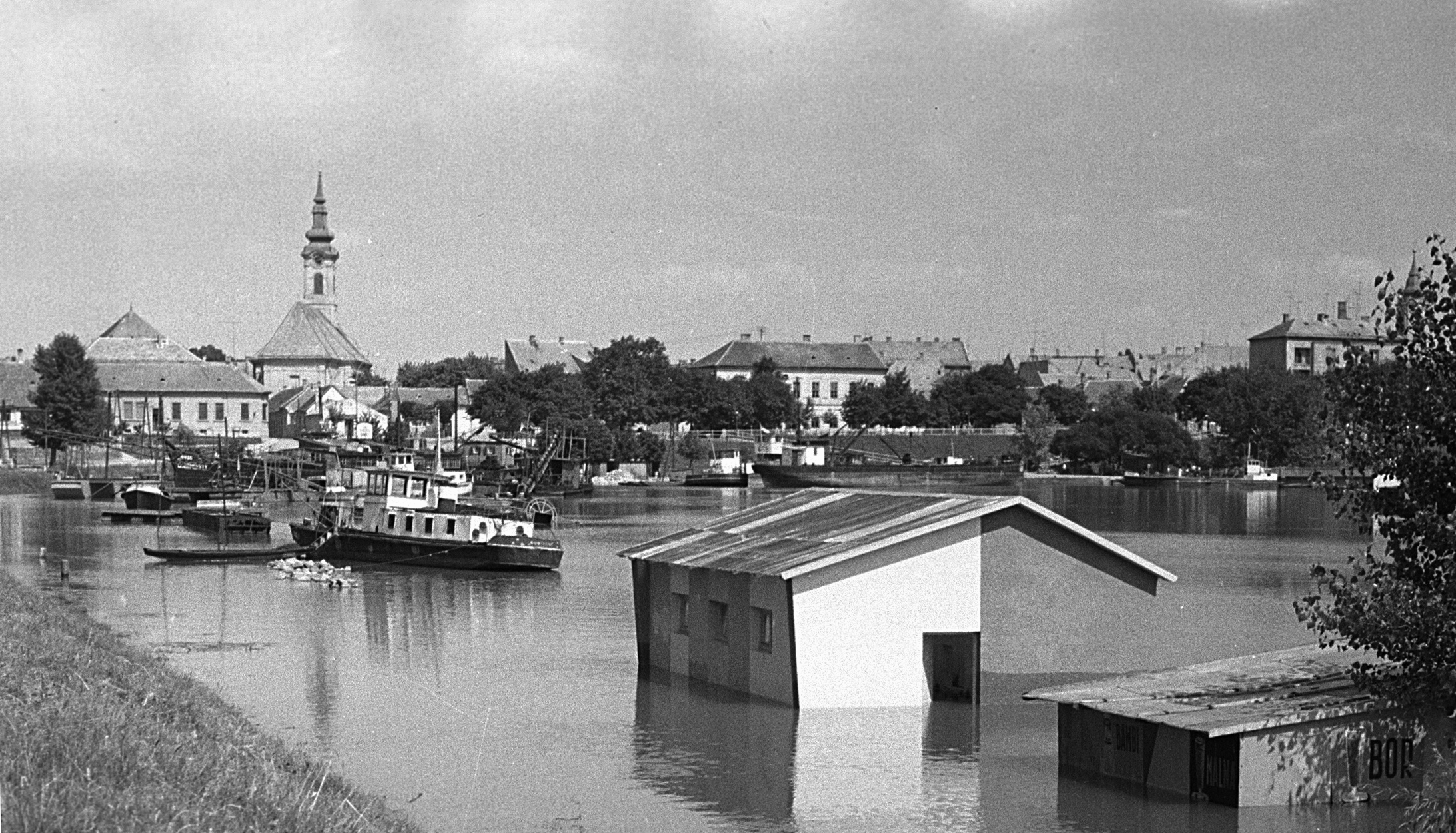
Vysoká hladina Dunaje zaplavila také město Baja v Maďarsku.

Povodeň ve Vojvodině v roce 1965 se odehrála v na počátku roku a jarních měsících (na počátku dubna) a představovala významnou živelní pohromu. Povodňová bdělost[zdroj?] trvala jen v Novém Sadu okolo 100 dní.
Vlivem mimořádného množství srážek na horním toku Dunaje došlo k zvýšení hladiny řeky v Maďarsku, kde byla zvýšena hladina v Budapešti, dalších městech po proudu toku a také tehdejší Jugoslávii. 
Povodeň způsobila škodu, která odpovídala výši jednoho milionu eur. Do boje proti rostoucí vodě se zapojilo na sedmdesát tisíc lidí jen na území autonomní oblasti Vojvodina. Koryto Dunaje již bylo odděleno od zastavěné krajiny hliněnými náspy, ty ale řeka na některých místech prorazila (např. u Apatinu). U Sremských Karlovců částečně železniční trať do Bělehradu. V Novém Sadu dosáhl Dunaj výšky 778 cm, což bylo nejvíce v zaznamenané historii. Voda nicméně samotné město nezaplavila.
Po skončení povodní rozhodla skupština Autonomní oblasti Vojvodina o navýšení všech náspů na Dunaji o půl metru.